# مورگان هنتزن
مورگان هنتزن (به انگلیسی: Morgan Hentzen) (زادهٔ ۱ فوریهٔ ۱۹۸۵) شناگر اهل ایالات متحده آمریکا است.